# 新園郷

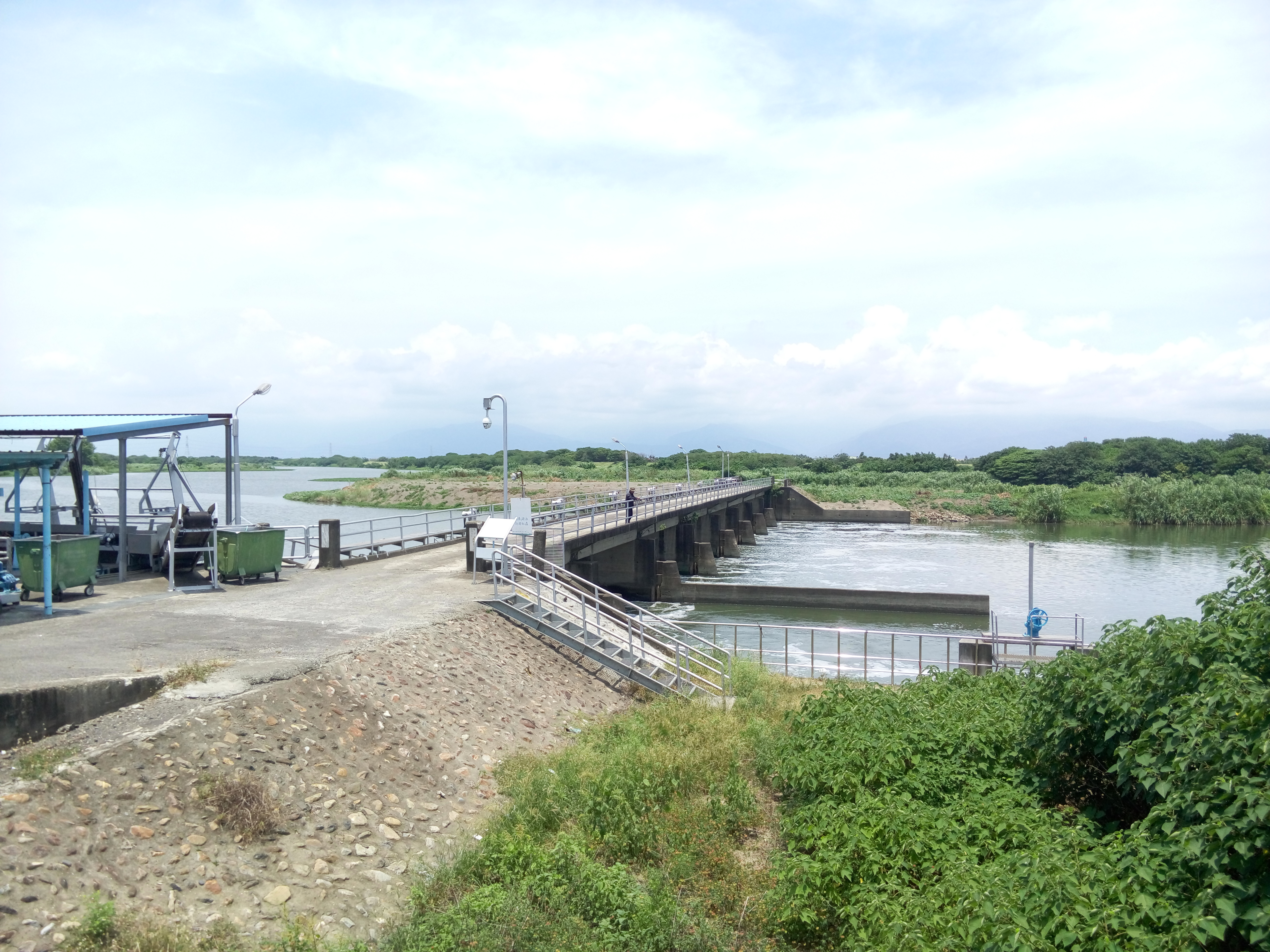
東港渓を仕切る東港渓堰

新園郷（シンユエン/しんえん-きょう）は台湾屏東県の郷。

## 地理
新園郷は屏東県西部沿岸地区に位置し、北は万丹郷と、西は高雄市林園区と、東は崁頂郷と、東南は東港鎮とそれぞれ接し、南は台湾海峡に接している。屏東平原西部に位置しており、高屏渓及び東港渓の沖積により形成された。東部鯉魚山付近以外は地勢は平坦である。

## 歴史
新園郷の地名の由来には2説ある。一つは明末清初に福建からの移民である黄上房、蕭発現ら4人が民衆を率いてこの地を開墾し、淡水渓の畔に新に家屋・宅地を設けたことから「新園」となったというものであり、別に古くは灌漑施設が整っていないこの地で、漢人が水田を「田」、畑を「園」と称したことから、新たに開墾された畑という意味で「新園」と命名されたというものである。
1920年の台湾地方改制の際、この地に「新園庄」が設けられ、高雄州東港郡の管轄とされた。戦後は屏東縣新園郷よなり、1950年に崁頂地区が崁頂郷と分割されて現在に至っている。

## 行政区
| 村 |
| --- |
| 瓦磘村、仙吉村、田洋村、港墘村、内庄村、新東村、新園村、港西村、五房村、烏龍村、興龍村、中洲村、南龍村、塩埔村、共和村 |

## 歴代郷長
| 代 | 氏名 | 着任日 | 退任日 |
| -- | ---- | ------ | ------ |

## 教育

### 国民中学
- 屏東県立新園国民中学

### 国民小学
- 屏東県立新園国民小学
- 屏東県立仙吉国民小学
- 屏東県立烏龍国民小学
- 屏東県立港西国民小学
- 屏東県立塩洲国民小学

## 交通
| 種別 | 路線名称 | その他 |
| ---- | -------- | ------ |
| 省道 | 台17線   |        |
| 省道 | 台27線   |        |

## 観光
- 進徳大橋
- 塩埔漁港
- 鯉魚山泥火山
- 新恵宮
- 紫竹林慈性佛堂